# American Pie – Wie ein heißer Apfelkuchen
American Pie – Wie ein heißer Apfelkuchen (englisch für „Amerikanischer Kuchen“) ist eine US-amerikanische Teenager-Komödie von Paul Weitz aus dem Jahr 1999 und bildet den Start der American-Pie-Filmreihe.

## Handlung
Die vier Freunde Jim, Oz, Kevin und Finch leben in einer US-amerikanischen Kleinstadt in der Nähe der Großen Seen, gehen dort auf die High School und sind hinsichtlich sexueller Erfahrungen mit dem weiblichen Geschlecht noch ungeübt. Nach einer Party des Klassenplayboys Steve Stifler prahlt der nur mäßig beliebte Klassenkamerad Sherman damit, ein Mädchen ins Bett bekommen zu haben. Daraufhin schließt das Quartett einen Pakt: Bis zum Schul-Abschlussball in ein paar Wochen wollen alle ihre Unschuld verlieren und mit einer Frau schlafen.
Die vier machen sich mit jeweils unterschiedlichen Methoden ans Werk, stoßen dabei aber immer wieder auf Probleme.
Die eigentliche Hauptfigur Jim wird bei der Penetration eines warmen Apfelkuchens (woraus sich der Filmtitel ableitet) in der Küche des elterlichen Hauses von seinem Vater Noah ertappt. Außerdem muss er dessen biedere Versuche ertragen, ihn über Sexualität aufzuklären. Die hübsche tschechische Austauschschülerin Nadia bittet ihn, ihr beim Geschichtelernen zu helfen. Das Stelldichein mit Nadia  bei sich zu Hause überträgt er auf Vorschlag Stiflers per Internet, sendet den Link aber versehentlich nicht an den kleinen Freundeskreis, sondern an alle Schulkontakte, die miterleben, wie er sich beim vom Nadia initiierten erotischen Spiel sehr linkisch anstellt und zweimal einen vorzeitigen Samenerguss erlebt.
Lacrosse-Sportler Oz glaubt, mit dem Beitritt zum Schulchor an Mädchen heranzukommen. Hier trifft er Heather, in welche er sich auch umgehend verliebt, weswegen er auch den männlichen Solopart des Liedes übernimmt, das der Chor am Gesangswettbewerb singen will. Allerdings missversteht Heather sein Vorgehen nach dem anfänglichen Flirt und gibt ihm den Laufpass. Oz entscheidet sich nach einer Ansprache des Trainers während des letzten Lacrosse-Spiels der Saison, nicht mitzuspielen, und singt doch noch zusammen mit Heather und dem Chor.
Kevin ist der einzige der vier, der bereits eine Freundin hat. Doch mit Vicky kommt er nicht über das Vorspiel hinaus. Erst nach einem Gespräch mit seinem älteren Bruder und unter Mithilfe eines speziellen Buches kann er ihre sexuelle Hemmschwelle überwinden.
Finch umgibt sich unterdessen in der Schule mit dem Ruf eines Draufgängers, was ihm etliche Anfragen von Mädchen einbringt. Seinen Ruf hat er sich von Vickys Freundin Jessica durch Geld erkauft. Als Stifler wegen Finch nicht seine Verabredung für den Abschlussball bekommt, beschließt er, sich zu rächen. Mit Abführmittel zwingt er den als „Heimscheißer“ (im US-amerikanischen Original „Shitbreak“) bekannten Finch zur Notdurft auf der Mädchentoilette, wodurch Finch seinen Ruf und die Avancen der Mädchen wieder verliert.
Kurz vor dem Abschlussball hat Heather Oz wieder verziehen, nachdem sie ihn beim Üben des Soloparts für den Gesangswettbewerb des Schulchors gesehen hat. Außerdem besucht sie ihn abends im Imbiss seines Vaters, in dem er arbeitet. Finch ist solo, Kevin ist mit Vicky, Oz mit Heather und Jim mit der naiv-drolligen Flötistin Michelle auf dem Ball, die – wie Jim sich ausdrückt – „…eine Flöte dudelnde Pute ist“. Als sich aber dort herausstellt, dass Sherman über seinen One-Night-Stand auf der Party geflunkert hat, sind die Freunde erleichtert und konzentrieren sich nun auf das Wesentliche: die wahre Liebe.
Auf einer sich anschließenden Fete bei Stifler gelangt schließlich jeder der vier wieder zu seinem Mädchen und auch zu dem, was sich alle geschworen haben. Sowohl Kevin und Vicky als auch Oz und Heather verbringen die Nacht miteinander. Jims Verabredung Michelle entpuppt sich als sexuell total enthemmt und beschert diesem ein unvergessliches Betterlebnis. Als Jim am nächsten Morgen erwacht und statt Michelle ein aufgeblasenes Gummitier im Arm hält, konstatiert er: „Ich wurde benutzt. Cool.“ Und sogar Finch findet seinen Deckel – in Form von Stiflers Mutter, wodurch auch er seine Rache bekommen hat.
Der Film endet damit, dass Jim per Internet Nadia mit einem Strip erfreut. Das sieht sein Vater zufällig durch einen Türspalt, tanzt den Flur entlang und ruft Jims Mutter.

## Soundtrack
1. Third Eye Blind – New Girl
2. Tonic – You Wanted More
3. Blink-182 – Mutt
4. Sugar Ray – Glory
5. Super Transatlantic – Super down
6. Dishwalla – Find your way home
7. Dan Wilson of Semisonic & Bic Runga – Good Morning Baby
8. Shades Apart – Stranger by the day
9. Bachelor Number one – Summertime
10. Goldfinger – Vintage Queen
11. Bic Runga – Sway
12. The Loose Nuts – Wishen
13. The Atomic Fireballs – Man with the hex

Folgende Titel sind im Film enthalten, jedoch nicht auf dem Soundtrack:
- The Ventures – Walk Don't Run
- Barenaked Ladies – One Week
- The Brian Jonestown Massacre – Going To Hell
- Third Eye Blind – Semi-Charmed Life
- Oleander – I Walk Alone
- Hole – Celebrity Skin
- Everclear – Everything to Everyone
- Harvey Danger – Flagpole Sitta
- Duke Daniels – Following a Star
- Simon & Garfunkel – Mrs. Robinson
- Libra pres. Taylor – Anomaly – Calling Your Name (Granny’s Epicure Remix)
- Etta James – At Last
- James – Laid
- Norah Jones – The Long Day Is Over
- Loni Rose – I never thought that you would come

## Kritiken
„Anspruchslos-infantile Teenager-Komödie, angereichert mit derbem Sexualhumor, der mit argloser Leichtigkeit präsentiert wird.“

„Die sagenhaft frivole Entjungferungsposse AMERICAN PIE setzt einen neuen Höhepunkt in der High-School-Sex-Komödie“

„Saukomisch und gnadenlos geschmacklos“

„Vulgärklamauk als saublöde Kompensation für verklemmte Seelen.“

## Auszeichnungen

### Gewonnen
- 2000 – Blockbuster Entertainment Award Bester Darsteller (Eugene Levy)
- 2000 – Bogey Awards: Bogey Awards in Platinum (Wenn mehr als 5 Millionen Kinozuschauer innerhalb 50 Tagen im Kino waren)
- 2000 – Casting Society of America: Artios Award Bester Cast
- 2000 – Csapnivalo Award: Golden Slate Award Bester Teeniefilm
- 2000 – Young Hollywood Awards Bester Cast
- 2000 – Young Hollywood Awards Bester Soundtrack
- 2000 – Young Hollywood Awards Bester Nachwuchsdarsteller (Mena Suvari)
- 2000 – Goldene Leinwand und Goldene Leinwand mit Stern

### Nominierungen
- 2000 – American Comedy Award Bester Comedydarsteller (Eugene Levy)
- 2000 – Blockbuster Entertainment Award Bester Darsteller (Jason Biggs)
- 2000 – Blockbuster Entertainment Award Beste Darstellerin (Mena Suvari)
- 2000 – CFCA Award Bester Darsteller (Chris Klein)
- 2000 – MTV Movie Awards Bester Comedydarsteller (Jason Biggs)
- 2000 – MTV Movie Awards Bester Film
- 2000 – MTV Movie Awards Beste Nachwuchsdarstellerin (Shannon Elizabeth)
- 2000 – MTV Movie Awards Bester Nachwuchsdarsteller (Jason Biggs)
- 2000 – Teen Choice Awards Bester Darsteller (Jason Biggs)
- 2000 – Teen Choice Awards Bester Nachwuchsdarsteller (Chris Klein)
- 2000 – Teen Choice Awards Bester Comedyfilm
- 2000 – Teen Choice Awards Bester Lügner (Chris Klein)
- 2000 – Teen Choice Awards Choice Sleazebag (Seann William Scott)

## Fortsetzungen
In den Jahren 2001 und 2003 erschienen die Fortsetzungen American Pie 2 und American Pie – Jetzt wird geheiratet. Im November 2005 ist American Pie präsentiert: Die nächste Generation erschienen, welcher aber größtenteils auf die bekannten Schauspieler verzichtet. Dieser Film kam nicht in die Kinos, sondern erschien direkt auf DVD. Am 14. Dezember 2006 erschien der fünfte Teil American Pie präsentiert: Nackte Tatsachen in Deutschland auf DVD im Handel. Der sechste Teil American Pie präsentiert: Die College-Clique wurde ebenfalls direkt auf DVD veröffentlicht. Am 17. Dezember 2009 ist der siebte Teil der Serie als DVD erschienen: American Pie präsentiert: Das Buch der Liebe.
Am 26. April 2012 ist der achte bzw. inoffiziell vierte Teil American Pie: Das Klassentreffen (original American Reunion) in den deutschen Kinos erschienen, in dem wieder der Großteil der ursprünglichen Schauspieler mitspielt. Mit American Pie präsentiert: Jetzt haben die Mädchen das Sagen (American Pie Presents: Girls' Rules) erschien 2020 ein weiterer Ableger, der wiederum für den Videomarkt produziert wurde.

## Sonstiges
- Der Film spielte in nur 10 Wochen 100 Millionen US-Dollar ein und gehörte damit in den USA zu den erfolgreichsten Filmen des Jahres 1999.[3] Er war als Hommage an die weitgehend in den 1980er Jahren gedrehten und mit Fäkal- und Sexualwitzen durchsetzten Collegekomödien gedacht. Im Endeffekt sorgte American Pie für ein kurzzeitiges Revival dieses Genres, das u. a. die eigenen Fortsetzungen, Road Trip und Party Animals nach sich zog.
- Der Filmtitel bezieht sich nicht auf den bekannten Song American Pie von Don McLean, sondern auf die Szene, in der Jim einen Apfelkuchen penetriert.
- Im Jahr 2000 wählten die Leser des Magazins „Total Film“ American Pie zum sechstbesten Comedyfilm aller Zeiten.
- Die Szene, in der Finch Stiflers Mutter verführt, wird mit dem Song Mrs. Robinson von Simon & Garfunkel untermalt. Damit wird auf den Film Die Reifeprüfung von 1967 angespielt.
- Durch den Film wurde der Begriff MILF als Begriff der Jugendsprache einer breiten Öffentlichkeit bekannt und wurde somit im Laufe der Jahre ein Teil der Popkultur und der Pornografie.
- Vieles aus dem Film basiert auf den Jugenderlebnissen des Storysschreibers Adam Herz an der amerikanischen East Grand Rapids High (Highschool), welche in East Grand Rapids (Michigan), liegt. In dem Film heißt die Stadt „East Great Falls“, die Schule hat aber die gleichen Farben wie das wirkliche Vorbild.
- Die Band Blink-182 hat einen Cameo-Auftritt in der Szene, als Jim übers Internet beim Strippen zu beobachten ist (die Band sieht Jim zufällig am Computer). Regisseur Chris Weitz ist im englischen Original an anderer Stelle kurz als männliche Stimme in einem Pornofilm zu hören. Als Kevins Filmbruder Tom agiert Casey Affleck.
- Im Abspann des Films werden Tom DeLonge, Mark Hoppus und Scott Raynor (blink-182) als Bandmitglieder aufgeführt, die Jim übers Internet beobachtet haben, tatsächlich hatte Raynor Blink-182 aber zu diesem Zeitpunkt bereits verlassen und der neue Schlagzeuger Travis Barker wirkt auch im Film mit.
- Aufgrund des sexuellen Inhalts mancher Szenen und der damit verbundenen hohen Altersfreigabe von American Pie in den USA existieren verschiedene Versionen einiger Szenen und somit zwei verschiedene Filmversionen.
  - Nach dem Petting mit Vicky ejakuliert Kevin in ein Bierglas. In der einen Fassung ist dies andeutungsweise zu sehen, in der anderen Fassung ist Kevin lediglich zu hören, während Vicky in Großaufnahme zu sehen ist.
  - Die Penetration des Apfelkuchens. In der einen Fassung steht Jim und hält die Kuchenschale vor seinem Schritt, in der Variation liegt Jim auf dem Tisch mit dem Kuchen unter ihm. Beide Versionen enden damit, dass Jims Vater in die Küche kommt.
  - Die Liebesbibel hat in den zwei Versionen verschiedene Inhalte, während Kevin sie durchblättert. Die Cunnilingus-Szene mit Vicky sieht der Zuschauer ebenfalls in zwei verschiedenen Versionen.
- In der Januarausgabe 2018 des Titanic-Magazins weist Hans Mentz in der Rubrik Humorkritik darauf hin, dass die Idee der männlichen Penetration eines Apfelkuchens bereits 1979 in Wilhelm Genazinos Roman Falsche Jahre Erwähnung findet.[4]